# Teemu Hiltunen
Teemu Antero Hiltunen, född 25 mars 1924 i Varkaus, död 1 december 1997 i Lahtis, var en finländsk jurist. Han var son till Onni Hiltunen.
Hiltunen blev student 1943, avlade högre rättsexamen 1950 och blev vicehäradshövding 1953. Han var stadsdirektör i Lahtis 1967–1979 och statssekreterare vid finansministeriet 1974–1989. Han var inrikesminister i Teuvo Auras tjänstemannaregering 1970.